# HD 222386
HD 222386，又名BD+74 1032，SAO 10814、HR 8971，是一颗恒星，视星等为5.95，位于銀經118.3，銀緯13.08，其B1900.0坐标为赤經23h 34m 52.7s，赤緯+74° 13.08′ 19″。